# 交響曲第5番 (シューベルト)
交響曲第5番（こうきょうきょくだいごばん）変ロ長調 D485は、フランツ・シューベルトが1816年に作曲した交響曲。

## 概要
交響曲第5番は第4番と同じ年、1816年9月に作曲され、10月3日に完成されたと自筆譜に記されている。前作とは趣を全く異なる交響曲であるが、モーツァルトなどの古典派の作曲家の作風を思わせるような心地よい旋律と優美な雰囲気が醸し出される作品で、シューベルトの初期の交響曲の中では最も人気が高い作品である。
第4番と同様、オットー・ハトヴィッヒが指揮する私設オーケストラで演奏するために作曲されたと考えられているが、初演の日付は明らかではない。また公開の演奏会での初演の詳細についても一切不明である。
なお第5番は、第4番よりも楽器の編成が少なくなっており、クラリネット、トランペット、トロンボーンが省かれ、ティンパニも欠くという小規模な編成の交響曲である。

## 楽器編成
フルート1、オーボエ2、ファゴット2、ホルン2、弦5部

## 構成
4楽章構成で、演奏時間は約28分だが、普通省かれる終楽章の提示部の繰り返しも指示通り入れると30分を越す。
第1楽章 Allegro　2分の2拍子
変ロ長調、ソナタ形式(提示部リピート付き)。シンプルな構造の楽章で、4小節の導入の後、軽快な第1主題が提示される。短い経過部の後、第2主題は弦により提示される。展開部はシューベルトの交響曲らしくシンプルなもので、導入句と第1主題を主に扱っている。
第2楽章 Andante con moto　8分の6拍子
変ホ長調、ロンド形式(A-B-A-B-A-コーダ)。副主題は変ハ長調で提示され、ロ長調、ト短調、変ホ長調と転調を繰り返す。
第3楽章 Menuetto. Allegro molto 4分の3拍子
スケルツォ風のメヌエット。ト短調、トリオはト長調。
モーツァルトの交響曲第40番第3楽章との類似がしばしば指摘される。（調・拍子・クラリネットなしの初稿との楽器編成も同じ）
第4楽章 Allegro vivace　4分の2拍子
変ロ長調、ソナタ形式(提示部リピート付き)。ハイドンの交響曲を彷彿させる華やかな第1主題で開始される。フェルマータの後、ヘ長調で第2主題が提示される。コデッタは三連音を伴奏とする。第1主題部内にはリピート記号が存在し、提示部をリピートした場合の2回目の第1主題部はリピートしない分短くなる。ただし、提示部自体が長めであまりリピートされることはない。展開部の再現部の間もフェルマータが置かれている。